# Рас-эль-Хафджи
Рас-эль-Хафджи (Рас-Хафджи, араб. رأس الخفجي‎) — портовый город на северо-востоке Саудовской Аравии на побережье Персидского залива у одноимённого мыса, в 130 километрах к югу от Эль-Кувейта, в 300 километрах к северу от Эд-Даммама.

## История
Город находится к югу от границы с Кувейтом, до 1970 года — на территории Нейтральной зоны. Японская компания Arabian Oil Company (ныне — Fuji Oil Company) получила концессию от правительства Саудовской Аравии в декабре 1957 года и от правительства Кувейта в июле 1958 года на разведку и разработку шельфа нейтральной зоны. В кувейтской части Нейтральной зоны компанией Arabian Oil Company было открыто газонефтяное месторождение Хафджи в январе 1960 года. В течение 1960—1961 гг. в Нейтральной зоне построена шоссейная дорога длиной 30 километров до мыса Рас-эль-Хафджи, где располагался штаб работ по подводной нефтедобыче компании Arabian Oil Company. Компанией Arabian Oil Company был построен небольшой порт Рас-эль-Хафджи. Компания соорудила в открытом море сборный центр, откуда добытая нефть по подводным нефтепроводам перекачивалась в нефтехранилище, расположенное на берегу мыса Рас эль-Хафджи, и затем грузилась в танкеры. В городе находится нефтеперерабатывающий завод мощностью 30 000 баррелей в день, принадлежавший в прошлом Arabian Oil Company, в настоящее время в совместном пользовании кувейтской компании Kuwait Gulf Oil Company K.S.C.C (KGOC) и саудовской компании Aramco Gulf Operations Company, Ltd. (AGOC). Принцем Хафджи был Фейсал ибн Турки Аль Сауд. 
29 января 1991 года в ходе войны в Персидском заливе город, население которого было эвакуировано накануне начала войны в августе 1990 года, был оккупирован иракской армией и состоялась битва при Хафджи, в ходе которой город был освобождён коалиционными силами Саудовской Аравии, США и Катара.

## Транспорт
В городе есть небольшой аэропорт «Эль-Хафджи», принадлежащий нефтяной компании Saudi Aramco. Южнее, у мыса Рас-эль-Мишъаб находится небольшой одноимённый военный аэродром, ближайший местный гражданский местный аэропорт — «Эль-Кайсума» близ города Хафар-эль-Батин, ближайший международный гражданский аэропорт — «Кувейт», ближайший международный местный аэропорт — «Король Фахд» в Эд-Даммаме.